# Bassin de Lau
Le bassin de Lau est un bassin arrière-arc — il est aussi appelé bassin inter-arc — à la limite des plaques australienne et pacifique. Il est formé par la subduction de la plaque pacifique sous la plaque australienne. La ride de Tonga-Kermadec, un arc frontal, et la ride de Lau-Colville, un arc rémanent, l'encadrent respectivement sur les côtés ouest et est.

## Histoire

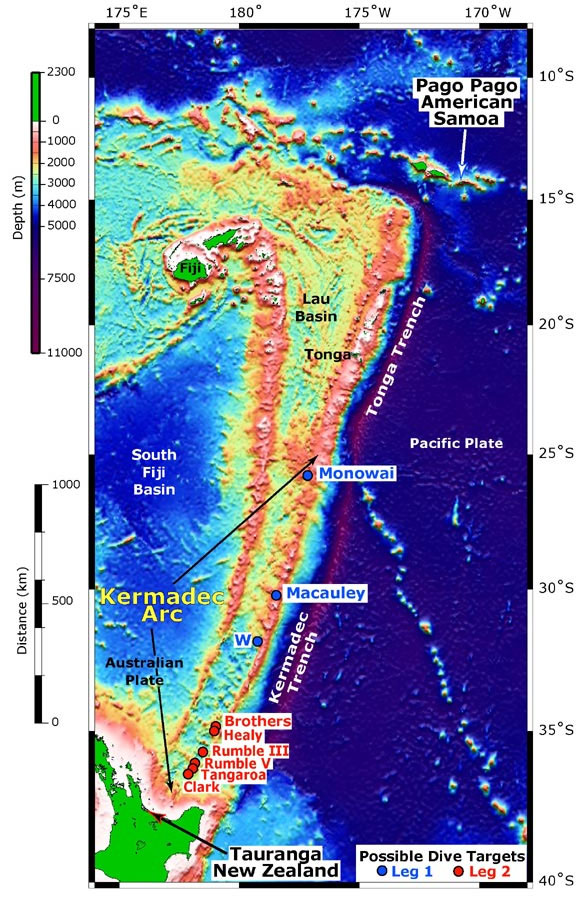
The Lau Basin in the upper part of the arc-backarc complex

Le bassin de Lau est jeune puisqu'il est âgé de moins de cinq millions d'années. Pendant le Pliocène, la plaque pacifique est entrée en subduction sous la plaque australienne. En plongeant, elle s'est désagrégée dans le manteau terrestre. Un magma s'est alors formé et en remontant par infiltration dans la plaque restée en surface a créé un arc volcanique le long de la zone de subduction, aboutissant à la formation de la ride de Tonga-Kermadec. Il y a vingt-cinq millions d'années, la plaque pacifique a commencé à s'écarter de la plaque australienne, divisant ainsi la crête volcanique. L'effondrement du terrain a créé un rift passif dont la formation s'est achevée il y a six millions d'années. Par la suite le phénomène d'expansion océanique a débuté dans cette région et a probablement formé le bassin de Lau entre les deux crêtes séparées.

## Volcans et tremblements de terre
À l'heure actuelle, le bassin de Lau est toujours un arrière-arc actif qui évolue rapidement dans le temps. Il est donc sujet à une activité volcanique et à une intense activité hydrothermale. Six des sept volcans du bassin de Lau sont encore actifs. Dans la région, la plupart des séismes correspondent à des mouvements de la croûte terrestre. De petits tremblements de terre proviennent du bassin en lui-même mais leur magnitude est difficile à mesurer car elle est très affaiblie par la proximité du manteau. La plupart des tremblements de terre, ainsi que la majeure partie de l'activité volcanique est localisée à la limite est du bassin de Lau, le long de la ride de Tonga.